# Llanquian Castle
Llanquian Castle är ett slott i Storbritannien.   Det ligger i kommunen Vale of Glamorgan och riksdelen Wales, i den södra delen av landet, 230 km väster om huvudstaden London. Llanquian Castle ligger 83 meter över havet.
Terrängen runt Llanquian Castle är platt. Runt Llanquian Castle är det tätbefolkat, med 411 invånare per kvadratkilometer. Närmaste större samhälle är Cardiff, 16,3 km öster om Llanquian Castle. Trakten runt Llanquian Castle består i huvudsak av gräsmarker.